# 米拉佐战役 (888年)
米拉佐战役是公元888年在西西里岛东北部的拜占庭帝国与阿格拉布王朝舰队进行的一场海战，这场战役是阿格拉布王朝的一次重大胜利。此战役有时被称作第二次米拉佐战役，将880年的斯特莱战役作为第一次米拉佐战役。

## 战役
公元888年，阿格拉布王朝发起了对拜占庭的卡拉布里亚的又一次远征，远征队的船只来自西西里和伊夫起亚。从米拉佐离岸后，阿格拉布王朝舰队遇上了一支隶属于君士坦丁堡帝国舰队的拜占庭舰队，随之而来的战斗没有被任何拜占庭文献提及，仅被13世纪摩洛哥历史学家伊本·伊达里（Ibn Idhari）所写的《神奇的马格里布》以及《剑桥编年史》所记载。两者的记载都同意这是一次阿格拉布王朝的碾压性胜利，也是阿格拉布王朝第一次在海上作战中获胜：据记载5,000名拜占庭士兵溺亡，共7,000名（或7,000名以上，取决于阿拉伯语的翻译）士兵被杀。

## 后续
在这场溃败后，拜占庭抛弃了在西西里东北部的戴蒙娜山谷所保有的要塞，剩余的由于没有希望得到拜占庭的援助而离开，与阿格拉布王朝的西西里总督达成了停战协议。甚至雷焦卡拉布里亚的驻军及平民都因害怕阿格拉布王朝的进攻而暂时放弃了他们的城市。